# London Underground 1995 Stock
London Underground 1995 Stock (także 1995 Tube Stock lub 1995 Stock) – elektryczny zespół trakcyjny produkowany w latach 1996–1999 dla metra londyńskiego przez przedsiębiorstwo Alstom, wprowadzony do eksploatacji w latach 1997–2000.
Zbudowanych zostało 106 zestawów 6-członowych (łącznie 636 wagonów). W skład każdego zestawu wchodzą dwa człony kierownicze, z których maszynista może sterować pociągiem.
Pociągi wykorzystywane są do obsługi linii Northern, gdzie zastąpiły używane wcześniej składy klasy 1959 Stock oraz 1962 Stock. Konstrukcja pociągów jest zbliżona do obsługujących linię Jubilee zestawów typu 1996 Stock.